# Crazy Horse (Band)

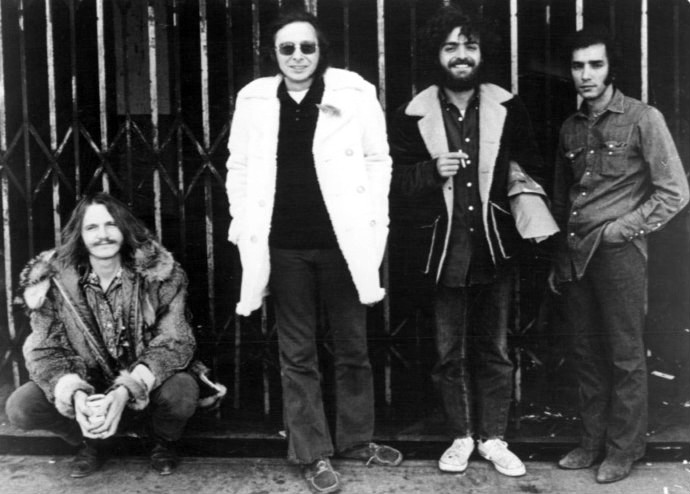
Crazy Horse (hier ohne Neil Young), 1972

Crazy Horse ist eine im Januar 1969 gegründete amerikanische Rockband, die vor allem durch ihre Zusammenarbeit mit Neil Young bekannt ist. Bis heute wurden 6 Studio-Alben ohne Neil Young sowie 15 Studio-Alben und 7 Live-Alben mit Neil Young veröffentlicht (Stand: 10. Dezember 2021). Darüber hinaus wirkten sie bei vielen weiteren Neil-Young-Songs als Begleitband mit.
Billy Talbot (Bass) und Ralph Molina (Schlagzeug) sind die einzigen beständigen Mitglieder der Band. Co-Gründer Danny Whitten (Gitarre, Gesang) wurde nach seinem Tod (1972) im Jahre 1975 durch Frank „Poncho“ Sampedro (Gitarre) ersetzt. Nach dessen Ausscheiden 2018 übernahm Nils Lofgren den Part. Auf den Alben ohne Neil Young waren wechselnd noch andere Musiker dabei.

## Werdegang

### Frühe Jahre: Danny & The Memories, The Psyrcle, The Rockets, 1962–1968
Die Anfänge von Crazy Horse gehen bereits auf das Jahr 1962 zurück, als sich die Teenager Danny Whitten (1943–1972) und Billy Talbot (* 23. Oktober 1943 in New York City) in einem Nachtclub in Hollywood, Los Angeles kennenlernten und mit Lou Bisbal ein Gesangstrio gründeten. Bisbal wurde später durch dessen Cousin Ralph Molina (* 22. Juni 1943 in Puerto Rico) und durch Ben „Dino“ Rocco ersetzt. Das Doo-Wop-Quartett nannte sich nun Danny & The Memories, das 1964 mit Can’t Help Lovin’ That Girl of Mine eine Single veröffentlichte. Ein Musikclip des Songs Land of The 1000 Dances ist noch heute als Zeitdokument zu finden.
Im Jahr 1965 zog die Gruppe vorübergehend nach San Francisco. Rocco verließ das Quartett. Whitten, Talbot und Molina, die sich jetzt The Psyrcle nannten, konnten dagegen als Backup-Sänger von Sly Stone ein paar Songs aufnehmen, welche allerdings nie veröffentlicht wurden.
Zurück in Los Angeles lernten die drei Musikinstrumente spielen. Whitten (Gitarre), Talbot (Bass) und Molina (Schlagzeug) schlossen sich schließlich mit den Brüdern Leon und George Whitsell (beide Gitarren) und Bobby Notkoff (Violine) zusammen. Sie gründeten die Psychedelic-Folkrock-Band The Rockets, die unter der Produktion von Barry Goldberg 1968 das Album The Rockets herausbrachten.

### Die Anfänge mit Neil Young, 1968–1970
Über die Musikszene in Los Angeles hatten die Rockets bereits Neil Young kennengelernt. Dieser lud schließlich deren Rhythmussektion Whitten, Talbot und Molina zu einer Session in sein Haus ein. Zusammen nahmen sie ab Januar 1969 ein Album unter dem Bandnamen Neil Young & Crazy Horse auf. The Rockets lösten sich auf.
Es entstand das Album Everybody Knows This Is Nowhere (1969), das sich in den US-Billboard-200 Charts platzierte. Neben der erfolgreichen Single Cinnamon Girl beinhaltete es auch die Rockklassiker Down by the River und Cowgirl in the Sand. Heute wird es von vielen als das erste Grunge-Rock-Album der Geschichte gesehen. Der Song Running Dry (Requiem for The Rockets) mit einem Gastauftritt von Bobby Notkoff war noch einmal der alten Band gewidmet.
Bei einer gemeinsamen Clubtour 1969 wurde der Bandname noch nicht auf den Tickets erwähnt. Erst auf ihrer zweiten US-Tour im Februar/März 1970, bei der die Band durch Jack Nitzsche (1937–2000) am E-Piano ergänzt wurde, stand er offiziell auf den Eintrittskarten. Hierbei entstand das Live-Album Live at the Fillmore East, das erst im November 2006 veröffentlicht wurde.
Im Mai 1969 lernten sie den damals erst 17-jährigen Gitarristen Nils Lofgren von der Band Grin kennen. Das Neil-Young-Soloalbum After the Gold Rush, das im September 1970 erschien, war ursprünglich als ein Album mit Crazy Horse geplant. Doch Gitarrist Danny Whitten hatte inzwischen schwere Drogenprobleme. Sein Heroinkonsum führte dazu, dass nur drei gemeinsame Songs (Oh Lonesome Me, I Believe in You und When You Dance I Can Really Love) den Weg auf das Album fanden.

### Erste Veröffentlichungen ohne Neil Young, 1970–1972
Whitten, Talbot, Molina, Nitzsche und Lofgren beschlossen schließlich, ohne Young ein Album aufzunehmen. Ihr Debüt-Album Crazy Horse, auf dem als Gastmusiker u. a. Ry Cooder (Slide-Guitar auf drei Songs) dabei war, erschien im Februar 1971 und erreichte Platz 84 der US-Billboard Charts.
Als Singles wurden die Whitten/Young-Komposition Downtown, die Young-Komposition Dance, Dance, Dance, die von Ralph Molina gesungen wurde, und die Lofgren-Komposition Beggars Day herausgebracht. Die Whitten-Komposition I Don’t Want to Talk About It wurde später in der Cover-Version von Rod Stewart zu einem Welthit.
Im Januar 1972 veröffentlichte Crazy Horse mit Loose ein weiteres Album. Lofgren und Nitzsche hatten die Band verlassen. Whitten konnte wegen seiner Drogensucht nicht mehr eingesetzt werden. So suchten sich Billy Talbot und Ralph Molina neue Musiker und einen Leadsänger und fanden diese in ihrem ehemaligen The Rockets-Gitarristen George Whitsell, dem Gitarristen Greg Leroy und dem Keyboarder John Blanton. Das Album war allerdings kein kommerzieller Erfolg. Von nun an floppten alle Alben, die Crazy Horse ohne Neil Young veröffentlichten.
Bereits im Oktober 1972 erschien mit At Crooked Lake ein drittes Album ohne Neil Young. Neben Talbot und Molina blieb nur Greg Leroy in der Band. Die Brüder Rick Curtis (Gitarre) und Michael Curtis (Keyboard, Gitarre) kamen hinzu und sangen neben Leroy die Songs.

### Trauer um Danny Whitten, 1972–1975
Am 18. November 1972 starb Danny Whitten an einer Überdosis Diazepam (Valium) in Verbindung mit zu viel Alkohol. Andere Quellen sagen, er habe eine Überdosis Methaqualon eingenommen. Wie später bekannt wurde, litt Whitten an einer schweren Arthritis in den Knien, weswegen er zu den Drogen und Medikamenten gegriffen habe.
Nach dem Drogentod des CSNY-Roadies Bruce Berry versammelte Neil Young 1973 die Musiker Talbot, Molina und Lofgren sowie den Pedal-Steel-Gitarristen Ben Keith, um eine gemeinsame musikalische Totenwache für die beiden Verstorbenen zu halten. Die dabei entstandenen Aufnahmen wurden 1975 auf dem Solo-Album Tonight’s the Night veröffentlicht. Unter dem zusätzlichen Songmaterial war mit Come On Baby Let’s Go Downtown ein von Danny Whitten 1970 live im Fillmore East in New York gesungener Neil-Young-Song dabei. Bereits im Aufnahmejahr 1973 ging die neue Besetzung unter dem Bandnamen Neil Young & The Santa Monica Flyers auf Tour durch die USA, Kanada und Großbritannien.

### Einstieg von Frank „Poncho“ Sampedro, 1975–1979
Zur Wiederbelebung von Neil Young & Crazy Horse kam es 1975, als Billy Talbot seinen Freund, den Gitarristen Frank „Poncho“ Sampedro (* 25. Februar 1949 in Welch, West Virginia), zu einer Session mit Young und Molina mitbrachte. Im selben Jahr erschien das Album Zuma, das Platz 25 der US-Billboard-Charts erreichte. Die gemeinsame Tour im März 1976 führte sie nach Japan. Auf Youngs Album American Stars ’n Bars (1977) waren sie teilweise dabei und veröffentlichten hier Like a Hurricane.
Mit Neil Young als Gastgitarristen auf fünf Songs veröffentlichte Crazy Horse 1978 ihr viertes Bandalbum Crazy Moon. Sampedro, Molina und Talbot teilten sich die Gesangsparts und bildeten mit Barry Goldberg an den Tasteninstrumenten die Besetzung.
Die Neil Young & Crazy Horse-Alben Rust Never Sleeps und Live Rust (beide 1979) wurden zu Erfolgen, ebenso wie der Konzertfilm Rust Never Sleeps.

### Das schwächere Jahrzehnt, 1980–1989
Die weiteren Neil Young & Crazy Horse-Alben Re-ac-tor (1981) und Life (1987) konnten viele Fans weniger begeistern.
Dazwischen 1986 kam es zu einer Kuriosität. Weil von Kritikern immer wieder behauptet wurde, die Crazy-Horse-Musiker könnten nicht gut spielen, ließ Frank „Poncho“ Sampedro durch einen Trick „beweisen“, dass sie es doch könnten. Er ließ gute Sessionmusiker die meisten Musikparts einspielen, während die Gesangsparts von Talbot, Molina und ihm selbst hinterher hinzugegeben wurden. Erst im Jahre 2009 wurde das Album unter dem Namen Trick Horse ausschließlich als Download bei iTunes veröffentlicht.
1989 kam es dann zum bis heute letzten Album der Band ohne Neil Young. Left for Dead heißt das Werk, auf dem Sampedro fehlte und Billy Talbot und Ralph Molina lediglich den Rhythmus und die Background-Vocals beisteuerten. Matt Piucci von der Band Rain Parade und Singer-Songwriter Sonny Mone teilten sich die Leadgitarre, und Mone war es auch, der alle 9 Lieder sang und 7 davon schrieb. Der Musikstil war überraschenderweise Hard Rock, was man von der Band gar nicht gewohnt war. Der Albumtitel „für tot belassen“, verweist auf die früheren Bandmitglieder, die den Weg hierhin nicht mitgegangen sind.

### Grunge-Rock mit Neil Young, 1990–1999
1990 war es, als Neil Young & Crazy Horse in ihrer klassischen Besetzung mit Young, Sampedro, Talbot und Molina das von vielen gefeierte Album Ragged Glory veröffentlichten. Das Album, stilistisch zwischen Country-Rock und Grunge-Rock, umfasst Songs wie Love and Only Love und Love to Burn, die seitdem auf fast jedem gemeinsamen Konzert mit langen Gitarrensoli zelebriert werden.
1991 folgte das Live-Album Weld und die Kunst-CD Arc. Mit der Tour, die schließlich zu den beiden Alben führte, protestierten sie gegen den damaligen Golfkrieg. Die Grunge-Szene schätzte die 1990/1991er Alben.
Nach dem Suizid von Nirvana-Sänger Kurt Cobain widmeten sie ihm mit Sleeps With Angels (1994) ein neues Album. Das nächste Album Broken Arrows (1996) konnte den hohen Standard nicht mehr halten. 1997 veröffentlichten sie das Live-Album Year of the Horse und den von Regisseur Jim Jarmusch gedrehten gleichnamigen Film, der die 1996er-Tournee mit Aufnahmen von 1986 und 1976 verknüpft.

### Ein Konzeptalbum und Bandpause, 2000–2009
Nachdem man das 2000/2001 aufgenommene Album Toast nicht veröffentlicht hatte, folgte 2003 mit dem Konzeptalbum Greendale ein weiteres viel beachtetes Werk über Vorgänge in einer fiktiven Kleinstadt, das auch verfilmt wurde. Die Band, die auf dem Album nur aus Young, Talbot und Molina bestand, erweiterte sich erst auf der Live-Tour durch die USA und Kanada mit Sampedro. Das Album erschien in zwei Editionen mit der jeweils gleichen CD plus einer unterschiedlichen DVD als Beilage. Das Livealbum Return To Greendale erschien schließlich 2020.
2004 wurde überraschend ein erstes Album der Billy Talbot Band mit dem Namen Alive In The Spirit World veröffentlicht, bei dem Talbot alle Songs selbst schrieb und sang. Das von Kritikern gelobte Werk führt stilistisch die unterschiedlichen Stile von Crazy Horse fort. Zur Bandbesetzung gehörte auch der Ex-Crazy-Horse Matt Piucci.
Nachdem 2005 gleich zwei Kompilationen von Crazy Horse herausgekommen waren, erschien 2006 das Livealbum Live At The Fillmore East, ein früher Bandauftritt aus dem Jahre 1970. Anschließend veröffentlichte Crazy Horse ohne Neil Young als Download bei iTunes das einst unveröffentlichte 1986er Album Trick Horse (2009).

### Rückkehr und Soloprojekte, 2010–2015
Da Frank „Poncho“ Sampedro noch bis 2010 bei der Late-Night-Show The Tonight Show von Jay Leno im technisch-musikalischen Bereich arbeitete, kam es erst 2012 wieder zur Zusammenarbeit. Zunächst kam das Album Americana auf den Markt. Hierbei nahm die Band amerikanische Volkslieder im rauen Country-Rock-Stil auf. Und kurz darauf veröffentlichten sie mit Psychedelic Pill ein kraftvolles Grunge-Rock-Doppelalbum. Drei Stücke brachten es auf eine Songlänge von mehr als 16 Minuten; Driftin’ Back, Ramada Inn und Walk Like a Giant.
Im Folgejahr 2013 kam das zweite Album der Billy Talbot Band mit dem Titel On The Road To Spearfish heraus. Anschließend gingen Neil Young & Crazy Horse auf eine Europa-Tournee, die wegen eines Fingerbruchs bei Sampedro unterbrochen werden musste. Dies nutzten Talbot und Molina, um mit ihrem alten The Rockets- und Crazy-Horse-Bandkollegen George Whitsell und dem Sänger und Gitarristen Ryan James Holzer 2013 die Band Wolves zu gründen, die 2014 mit Wolves eine EP veröffentlichte. Ebenso ging Talbot mit der Billy Talbot Band featuring Ryan Holzer & The Jerdes with Liza Blue ins Studio, um die EP Unkindness Of Ravens (2014) herauszubringen.
Als schließlich die unterbrochene Neil Young & Crazy Horse-Europa-Tournee 2014 fortgesetzt wurde, musste kurzfristig Rick Rosas für Billy Talbot am Bass einspringen. Talbot hatte einen leichten Schlaganfall erlitten. Kurz nach der Tour starb Rick Rosas an einer Lungenerkrankung.
Die Billy Talbot Band featuring Ryan Holzer & The Jerdes with Liza Blue veröffentlichte 2015 das Album Dakota.

### Erneute Wiederkehr, seit 2018
Im Mai 2018 kamen Neil Young & Crazy Horse in neuer Besetzung zurück. Frank „Poncho“ Sampedro musste aus gesundheitlichen Gründen – er hat Arthritis in den Handgelenken – aus der Band zurücktreten. Ihr Weggefährte aus den frühen 1970er Jahren, Nils Lofgren, ersetzte ihn. Lofgren war in der Zwischenzeit sowohl als Solokünstler als auch als Mitglied der E-Street-Band von Bruce Springsteen erfolgreich. In der neuen Besetzung (Young, Talbot, Molina, Lofgren) gaben sie in Kalifornien insgesamt fünf gemeinsame Konzerte auf zwei Theaterbühnen.
Nach zwei weiteren Konzerten im kanadischen Winnipeg im Februar 2019 und der überraschenden Veröffentlichung eines ersten, sehr seichten Solo-Albums von Ralph Molina (Love & Inspiration) im Frühjahr 2019 veröffentlichten Neil Young & Crazy Horse 50 Jahre nach ihrer Bandgründung das raue Album Colorado (2019). Hiermit setzte sich die Protestsong-Phase Youngs, die er abseits von Crazy Horse seit einigen Jahren hatte, teilweise fort. Der Klimawandel wird zum Thema der Songs Shut It Down und Green Is Blue. Unter dem Titel Mountaintop erschien im selben Jahr auch ein Making-of mit den Aufnahmesessions.
Im Herbst 2020 und im Winter 2021 wurden die Live-Konzerte Return To Greendale von 2003 aus Toronto, Kanada sowie Way Down in the Rust Bucket von 1990, welches kurz nach Veröffentlichung des Albums Ragged Glory in Santa Cruz, Kalifornien aufgezeichnet wurde, veröffentlicht. Beide gibt es auch in einer Deluxe-Edition, die eine Konzert-DVD beinhaltet.
Im Dezember 2021 wurde, wieder mit Neil Young, das Studioalbum Barn veröffentlicht. Es wurde in einer ehemals verfallenen Scheune aus dem 19. Jahrhundert in den Rocky Mountains aufgenommen, die für die Aufnahmen originalgetreu und umfangreich restauriert wurde. Musikalisch knüpft das Album an vorherige Protestalben Neil Youngs an. In den Songs werden Themen des aktuellen Zeitgeschehens wie der Klimawandel und das Demokratieverständnis in den USA aufgegriffen.
21 Jahre nach der Aufnahme wurde im Juli 2022 ihr 14. gemeinsames Studioalbum Toast herausgebracht. Es wurde seinerzeit von Neil Young & Crazy Horse in den Toast Studios in San Francisco aufgenommen. Inhaltlich geht es um den Zeitpunkt einer Partnerschaft, wenn einem oder beiden klar wird, dass die Beziehung gescheitert ist. Die Bandbesetzung bestand noch aus Young, Talbot, Molina und Sampedro. Des Weiteren wirkten die Gastmusiker Tom Bray (Trompete) sowie Astrid und Pegi Young (Background-Vocals) mit.
Unter der Produktion von Rick Rubin erschien im November 2022 das 15. gemeinsame Studioalbum World Record. Die Band hat sich dabei thematisch erneut mit dem Thema Umweltschutz auseinandergesetzt.

## Diskografie

### The Rockets
- The Rockets (1968)

### Crazy Horse
- Crazy Horse (1971)
- Loose (1972)
- At Crooked Lake (1972)
- Crazy Moon (1978, als Gast: Neil Young)
- Left for Dead (1989)
- Gone Dead Train: The Best of 1971–1989 (2005)
- Scratchy: The Complete Reprise Recordings (2005)
- Trick Horse (2009 nur als Download, aufgenommen 1986)

### Neil Young and Crazy Horse

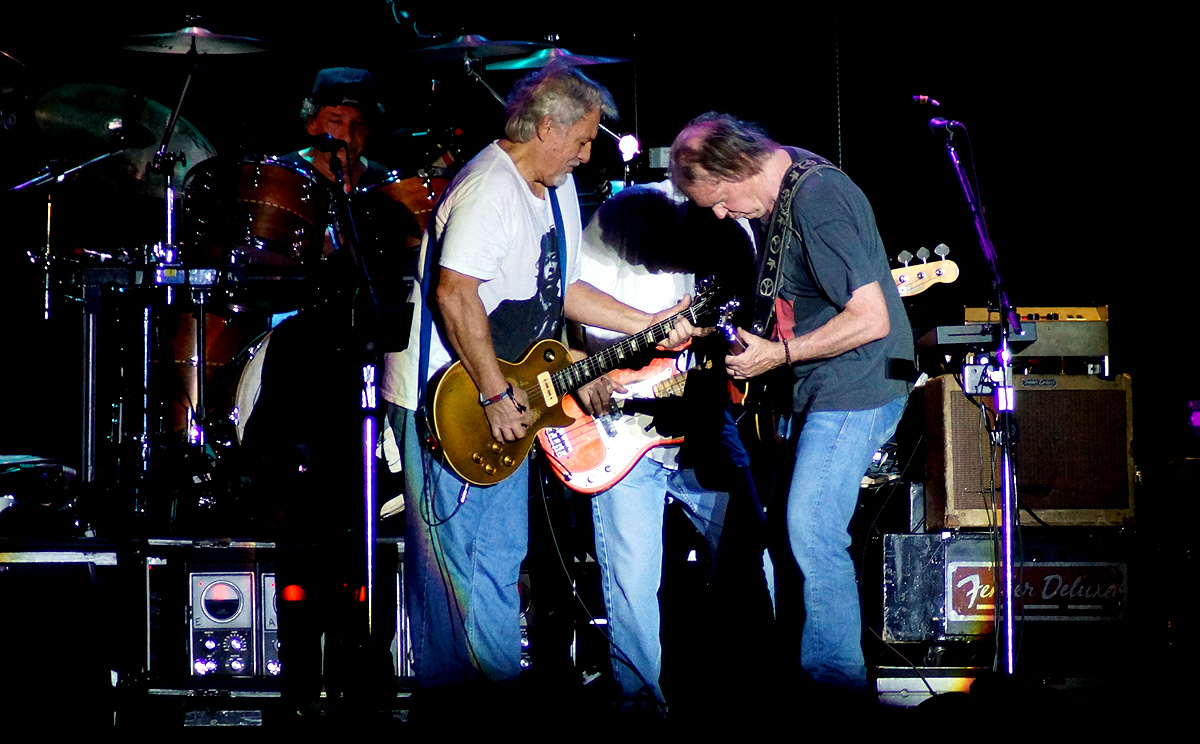
Neil Young (rechts) & Crazy Horse (2012)

- Everybody Knows This Is Nowhere (1969)
- Zuma (1975)
- Rust Never Sleeps (1979)
- Live Rust (live, 1979)
- Re·ac·tor (1981)
- Life (1987)
- Ragged Glory (1990)
- Weld (live, 1991)
- Arc (live, 1991)
- Sleeps With Angels (1994)
- Broken Arrow (1996)
- Year of the Horse (live, 1997)
- Greendale (2003)
- Live at the Fillmore East 1970 (live 1970, 2006)
- Americana (2012)
- Psychedelic Pill (2012)[48]
- Colorado (2019)[49]
- Return to Greendale (live 2003, 2020)
- Way Down in the Rust Bucket (live 1990, 2021)
- Barn (2021)
- Toast (2022, aufgenommen 2001)
- World Record (2022)

Videoalben
- Rust Never Sleeps (1979)
- Ragged Glory (1990)
- Weld (1991)
- The Complex Sessions (1994, Regie: Jonathan Demme)
- Year of the Horse (1997, Regie: Jim Jarmusch)

### Soloprojekte
- Billy Talbot Band: Alive in the Spirit World (2004)
- Billy Talbot Band: On the Road to Spearfish (2013)
- Billy Talbot Band: Unkindness of Ravens (EP, 2014)
- Billy Talbot Band: Dakota (2015)
- Ralph Molina: Love & Inspiration (2019)
- Wolves: Wolves (EP, 2014)

### Beteiligungen
- Buffy Sainte-Marie – She Used to Wanna Be a Ballerina (1971)
- Ian McNabb – Head Like a Rock (1995)